# Groep Lever

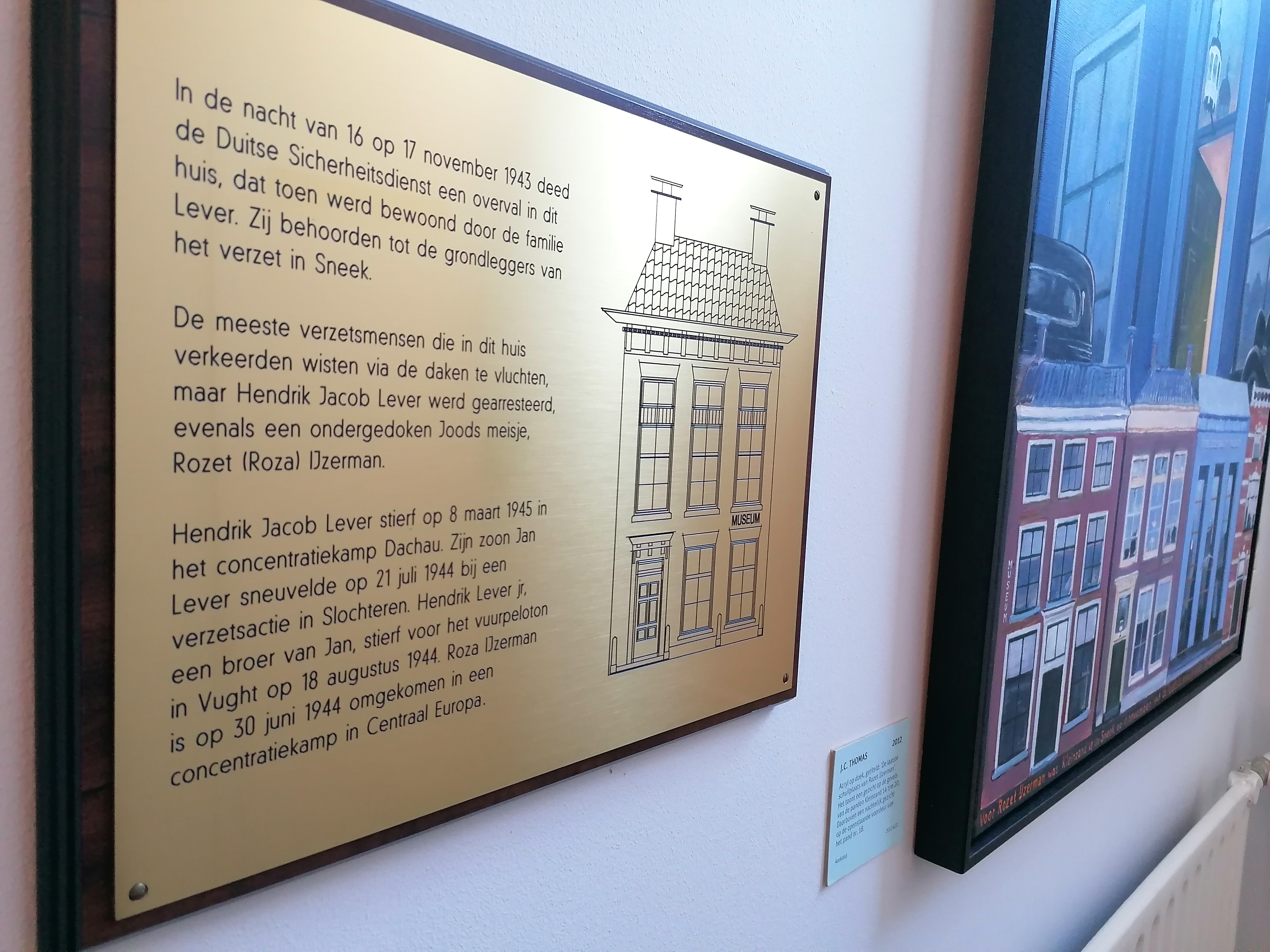
De herinneringsplaquette voor de familie Lever in het Fries Scheepvaartmuseum in Sneek.

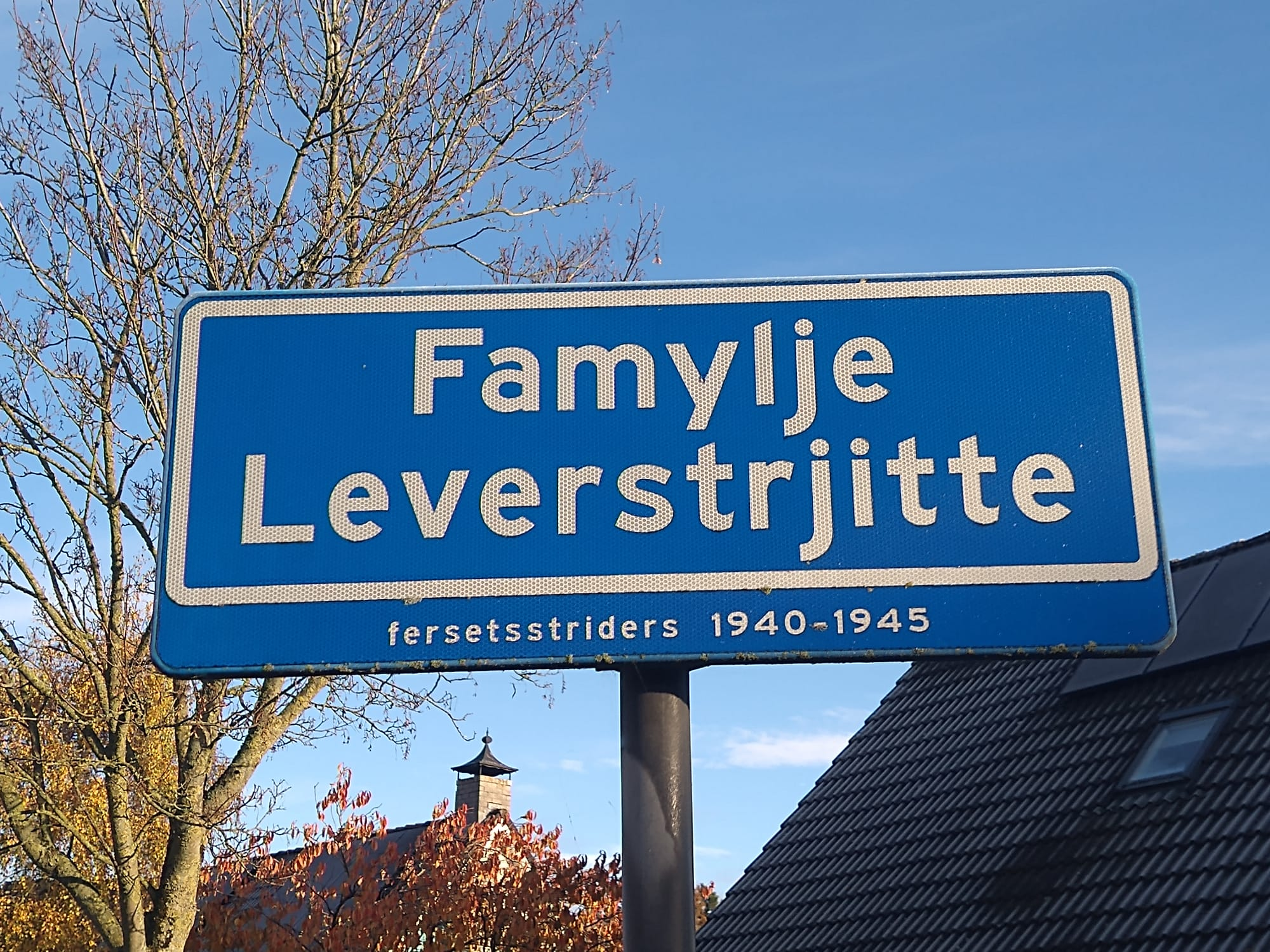
De Famylje Leverstrjitte in Sneek.

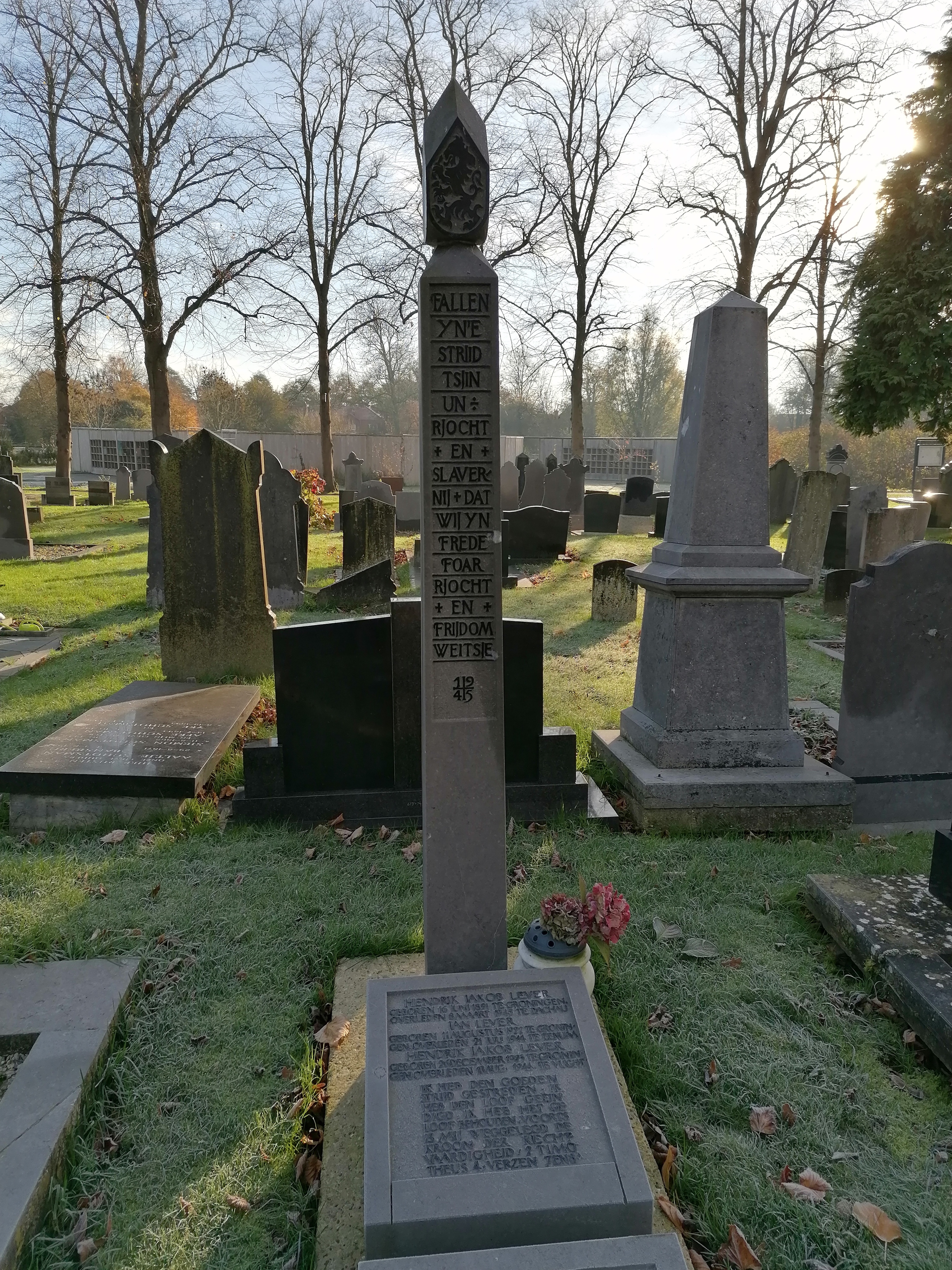
Het herdenkingsmonument voor de familie Lever op de Algemene Begraafplaats in Sneek.

De Groep Lever was een Nederlandse verzetsgroep ten tijde van de Tweede Wereldoorlog. De leden waren vooral actief in Noord-Nederland, met een hoofdkwartier in Friesland. 

## Geschiedenis
Het hoofdkwartier van de groep bevond zich in de woning van de familie Lever aan het Kleinzand in Sneek. De Groep Lever verspreidde tijdens de oorlog illegale bladen als Vrij Nederland en Trouw. De groep hielp ook Joden aan onderduikadressen. Deze Joden kwamen vaak uit de grote steden in het westen van het land en vluchtten met beurtschepen naar Friesland. Tijdelijk bleven ze dan bij de familie Lever, totdat ze een vast schuiladres gevonden hadden. De Groep Lever zorgde bovendien voor de financiën van de onderduikers.

### Leden
De verzetsgroep bestond uit onder anderen:
- Hendrik Jakob Lever sr. (1891-1945)
- Jan Lever (1922-1944)
- Hendrik Jakob Lever jr. (1923-1944)
- Willem Santema (1902-1944)
- Willem Stegenga (schuilnaam: Wim Boersma; 1912-1972)
- Jan de Rapper (1907-1988)
- Henk Rijpkema (schuilnaam: Henkie; 1922-2017)
- Tjitze van 't Zet (Schuilnaam: Witte Jaap; 1920-1962)
- Hans Deinum (schuilnaam: Hans; 1920-2003)
- Dick J. Brouwer (schuilnaam: Bontje; 1917-1996)

### Verzetsacties
In 1942 werd Hendrik Jakob Lever sr., samen met zijn zoons, gearresteerd door de bezetter. Na een maand gevangenisstraf in de Amsterdamse Euterpestraat kwamen ze vrij.
Als directeur van de Radiocentrale reisde Jan Lever het hele land door en hield op deze manier contact met het verzet in andere delen van Nederland. Na de april-meistaking werden radio's verboden. De Groep stichtte de verzetskrant BBC-Nieuws om op deze manier de mensen toch van nieuws te blijven voorzien.
In de nacht van 16 op 17 november 1943 deed de Sicherheitsdienst een inval in het hoofdkwartier van de Groep Lever. Enkele leden konden vluchten over de daken van naastgelegen woningen. Hendrik Jakob Lever sr., zijn dochter Meta Lever en het Joodse meisje Rosa IJzerman, die ondergedoken zat bij de familie, werden gearresteerd. Henk en Rosa stierven beiden in een concentratiekamp. Meta -op dat moment nog maar 15 jaar oud- kwam, na enkele dagen vast te hebben gezeten, vrij.
Jan Lever vluchtte naar Groningen, maar kwam om bij een vuurgevecht na een overval op een distributiekantoor met knokploeg Slochteren. Zijn broer Hendrik Jakob Lever jr. dook, na de overval op het hoofdkwartier aan het Kleinzand, onder bij veehouder Pieter Reitsma in Lions. Bij een inval op de boerderij raakte hij zwaargewond en werd hij samen met Reitsma gearresteerd. Ze stierven voor het vuurpeloton in Kamp Vught.

## Monument

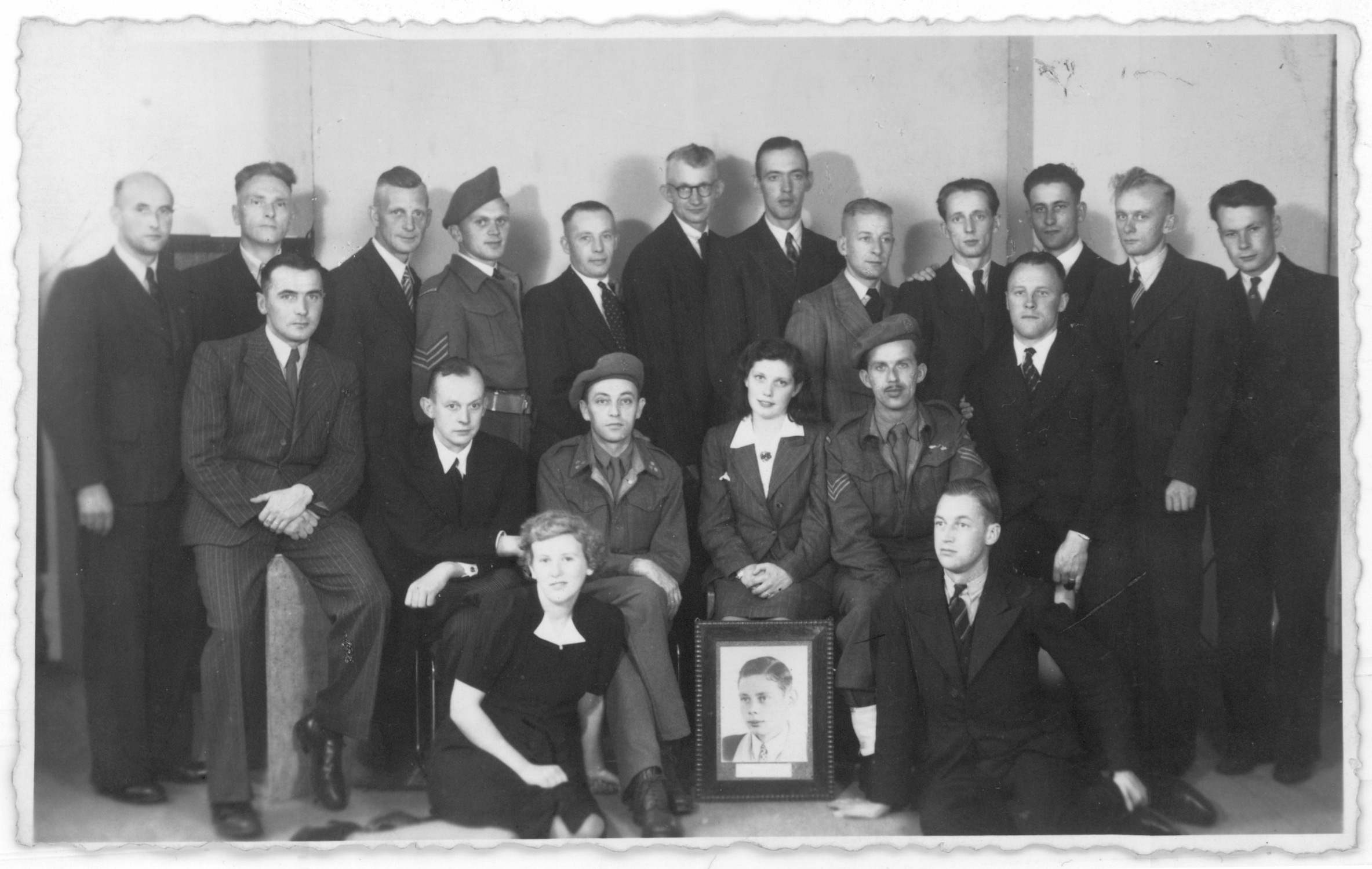
Vlak na de bevrijding werd op 30 augustus 1945 in Sneek een herdenkingsdienst georganiseerd voor de drie omgekomen familieleden Lever. De overgebleven leden van de verzetsgroep gaan gezamenlijk op de foto, in de samenstelling van de groep van rond de bevrijding. Er hoorde een herdenkingsboekje bij: ‘Den Vaderlant getrouwe blijf ick tot in den doet, Ter nagedachtenis aan Hendrik Jacob Lever, Jan en Henny Lever’.

Op de Algemene Begraafplaats in Sneek is een monument opgericht voor de familie Lever. In de Zuiderkerk en in hun voormalige woonhuis aan het Kleinzand, nu onderdeel van het Fries Scheepvaartmuseum, hangt een herinneringsplaquette. De Famylje Leverstrjitte is naar hen vernoemd. In 2022 was de uitverkochte theatervoorstelling 'Door het donker', over de overval in de nacht van 16 op 17 november 1943, voor het eerst te zien in het Fries Scheepvaartmuseum.
In april 2025 ging de wederom uitverkochte theatervoorstelling in reprise. In totaal werd de voorstelling 20 keer opgevoerd.
Nederland in de Tweede Wereldoorlog
 Portaal:Tweede Wereldoorlog